# Alphen-Chaam
Alphen-Chaam é um município da província de Brabante do Norte, nos Países Baixos. Em 1 de janeiro de 2022, tinha uma população de 10 425 habitantes.
Pertence à rede das Cidades Cittaslow.